# HN Andromedae
Désignations
HN Andromedae (en abrégé HN And) est une étoile variable de la constellation d'Andromède. Elle a une magnitude apparente qui varie entre 6,67 et 6,76 avec un cycle de 69,51 jours. Elle est classée comme une étoile variable de type Alpha2 Canum Venaticorum.

## Système
Le système d'HN Andromedae est triple, comme on le voit dans les variations périodiques de la vitesse radiale. Le composant primaire est une étoile de la séquence principale avec une magnitude absolue de -0,03 ± 0,42 et un type spectral de type A2pSrCrEu. Les raies spectrales sont composées de strontium, de chrome et d'europium. C'est une étoile chimiquement particulière et classée comme une étoile Ap.
Le deuxième composant contribue seulement avec une magnitude de 0,23 de la magnitude apparente d'HN Andromedae. Le premier composant a une période orbitale de 106,3 jours, et plusieurs paramètres orbitaux peuvent être calculés. Le deuxième composant a une période orbitale longue de 5 000 jours.

## Variabilité
Elle peut-être totalement attribuée au premier composant, et est compatible avec la rotation stellaire ; elle donne un type spectral d'une étoile variable de type Alpha2 Canum Venaticorum. Les champs magnétiques de l'étoile sont forts et variables, et on pense que cela se produit lorsque l'axe du dipôle magnétique de l'étoile n'est pas aligné sur l'axe de rotation. De plus, la distribution des métaux, et par conséquent la brillance de la surface, n'est pas uniforme sur la surface, ce qui provoque la variation de la luminosité observée.